# Casimir Brenier
Casimir Brenier était un industriel et mécène grenoblois, pionnier de l'industrie hydro-électrique.
Né le 21 janvier 1832 à La Tronche, Casimir Brenier suit une formation technique à l'école Vaucanson (aujourd'hui Lycée Vaucanson) puis, à 22 ans, commence sa carrière d'industriel avec Jean Satre, serrurier mécanicien installé à La Tronche.

## Carrière industrielle
Issu du monde de l'artisanat, il participe à une vague de petite industrialisation dans la région grenobloise au cours des années 1850s et 1860s, à l'image d'Aimé Bouchayer, Albert-Pierre Raymond, Johanny Joya et Charles Morel. Mais, d'origine modeste, à leur différence, il n'a pas le titre d'ingénieur.
En 1853, Casimir Brenier profite de l'arrivée du chemin de fer à Grenoble pour développer l'atelier Brenier&Satre, et diversifie progressivement les productions dans tous les domaines de la mécanique et de la chaudronnerie, pour finir par se spécialiser dans les turbines pour les pionniers de l'industrie hydroélectrique.
En 1867, il crée une société en nom collectif au capital de 230 000 francs, Brenier et Compagnie avec deux associés, Camille Charles et Pierre Bourdis, et installe de nouveaux ateliers plus vastes près de la gare de Grenoble.
En 1876 il marie sa fille Marie à André Neyret, fils d'une famille industrielle spécialisée dans la papeterie et la houille blanche, et en fait son associé en 1879. Les ateliers fournissent alors des équipements de papeterie, puis hydrauliques et même électriques. Au cours des vingt années suivantes, Casimir Brenier se retire progressivement et l'entreprise Brenier & Neyret se développe, dépose de nombreux brevets et participe aux expositions universelles de Lyon et Paris.
Brenier & Neyret deviendra par la suite l'entreprise Neyrpic qui connaîtra un développement international avant son rachat par Alstom en 1967.

## Vie publique
En dehors de son activité professionnelle, il s'engage dans la vie publique grenobloise : juge au tribunal de commerce, administrateur de la Caisse d'épargne grenobloise, censeur de la succursale de la Banque de France et, surtout, président de la Chambre de commerce de Grenoble de 1893 à 1910.
En 1907 il donne à la Ville ses terrains à condition qu'elle y construise des locaux pour développer l'Institut polytechnique de Grenoble, puis à son décès en 1911 il lègue près de 300 000 francs à des institutions catholiques.